# Euryops
Genre
Classification phylogénétique
Euryops est un genre de plante à fleurs de la famille des Asteraceae comportant une centaine d'espèces. Elles sont pour la plupart originaires de l'Afrique australe.
Certaines espèces fournissent des plantes ornementales aux fleurs semblables aux marguerites.

## Étymologie
Le nom de genre Euryops dérive du grec eurys « grand » et ops « œil », évoquant le capitule.

## Caractéristique du genre
Les Euryops sont des arbustes au feuillage persistant et aux feuilles alternes. Les inflorescences sont axillaires ou terminales.
L'involucre est formé d'une seule rangée de bractées. Le capitule radié est formé de fleurs ligulées périphériques, femelles, fertiles, avec une longue ligule (corolle) jaune ou orange, entourant un centre de fleurs tubulées, bisexuées, fertiles ou stériles, à corolle tubulaire. Le style est généralement bifide.

## Principales espèces
- Euryops acraeus
- Euryops chrysanthemoides
- Euryops mucosus
- Euryops pectinatus
- Euryops virgineus
- Euryops walterorum